# جزيرة هونغ كونغ

موقع جزيرة هونغ كونغ ضمن هونغ كونغ.

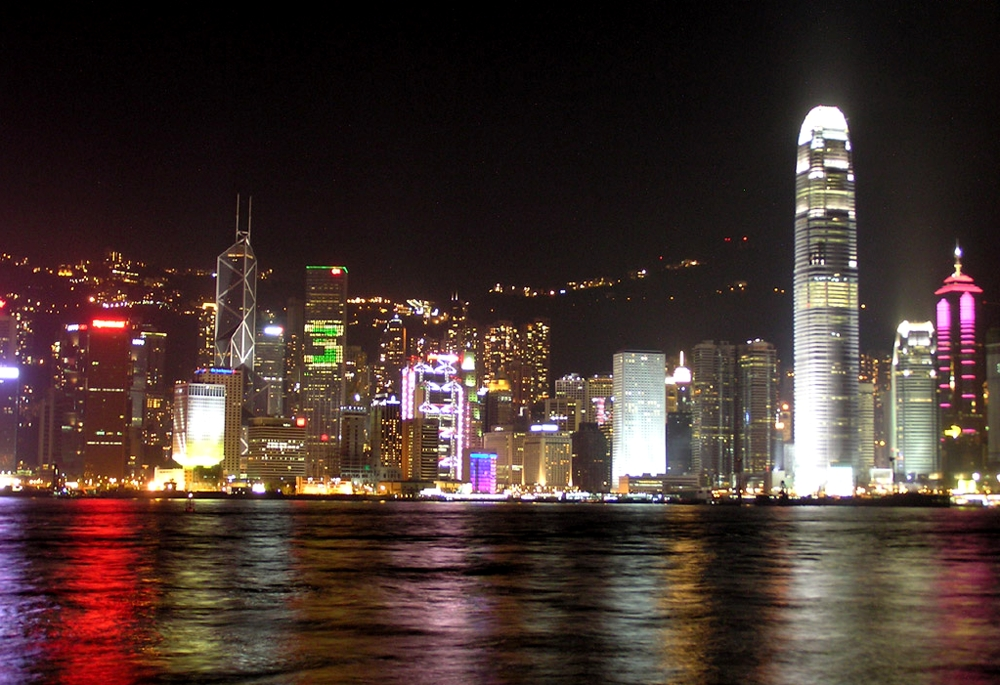
منظر لساحل جزيرة هونغ كونغ من طرف شبه جزيرة كولون.

جزيرة هونغ كونغ (بالصينية: 香港島) هي جزيرة في الجزء الجنوبي من هونغ كونغ. يبلغ عدد سكانها 1.289.500 نسمة  والكثافة السكانية 16,390 / كم²  بحسب إحصاءات عام 2008. في عام 1842 كان يبلغ عدد سكانه الجزيرة حوالي 3,000 نسمة فقط منتشرون في بضعة عشرة من قرى لصيد الأسماك عندما احتلت من قبل المملكة المتحدة في نشوب حرب الأفيون الأولى، عندها أسست مدينة فيكتوريا في الجزيرة من قبل القوات البريطانية على شرف الملكة فيكتوريا. المنطقة الوسطى من الجزيرة هي المركز التاريخي والسياسي والاقتصادي لهونغ كونغ. يشكل الساحل الشمالي للجزيرة الشاطئ الجنوبي من ميناء فيكتوريا ويعتبر المسؤول إلى حد كبير عن تنمية هونغ كونغ بسبب المياه العميقة التي تفضلها السفن التجارية الكبيرة.
الجزيرة هي موطن لكثير من المعالم السياحية الأكثر شهرة في هونغ كونغ، مثل قمة فيكتوريا، حديقة المحيط، بالإضافة إلى العديد من المواقع التاريخية ومختلف مراكز التسوق الكبيرة. كما أن سلاسل الجبال في أنحاء الجزيرة تشتهر لرياضة المشي لمسافات طويلة.
يشكل الجزء الشمالي من جزيرة هونغ كونغ مع كولون الجزء الأساسي للمنطقة الحضرية من هونغ كونغ. حيث أن مساحة الجزء الشمالي وكولون مجتمعة حوالي 88.3 كيلومتر مربع وعدد سكانها مجتمعة حوالي 3.156.500، والتي تشكل كثافة سكانية تبلغ 35.700 نسمة /كم ².

## تقسيمات إدارية
المناطق الواقعة في جزيرة هونغ كونغ:
- المقاطعة الوسطى والغربية
- المقاطعة الشرقية
- المقاطعة الجنوبية
- مقاطعة وان تشاي

تشكل جزيرة هونغ كونغ واحدة من خمس دوائر جغرافية في المجلس التشريعي. كما أن جزيرة هونغ كونغ ليست جزءا من مقاطعة الجزر.

## اقرأ أيضا
- قلعة كولون
- هونغ كونغ
- الأقاليم الجديدة

## وصلات خارجية
- صورة من القمر الصناعي لجزيرة هونغ كونغ من خرائط جوجل
- خريطة لهونغ كونغ في عام 1844